# 松野亀雄
松野 亀雄（まつの かめお、1874年（明治7年）11月25日 - 没年不明）は、大日本帝国陸軍軍人。最終階級は陸軍少将。

## 経歴・人物
東京府出身。1896年（明治29年）陸軍士官学校第8期卒業。
1918年（大正7年）7月に青森連隊区司令官、1919年（大正8年）4月に陸軍歩兵大佐、1921年（大正10年）6月に台湾歩兵第2連隊長を経て、1923年（大正12年）8月6日に陸軍少将に昇進と同時に待命、同年9月1日に予備役に編入した。
1947年（昭和22年）11月28日、公職追放仮指定を受けた。

## 栄典
- 1897年（明治30年）10月15日 - 正八位[4]
- 1899年（明治32年）12月26日 - 従七位[5]